# Estava No Abismo Mas Dei Um Passo Em Frente
Estava No Abismo Mas Dei Um Passo Em Frente é o segundo álbum de Pedro Mafama. Editado a 26 de maio de 2023, sob o selo da Sony Music Entertainment Portugal, o disco sucede a Por Este Rio Abaixo, sendo o regresso a solo do músico, depois da participação no aclamado Casa Guilhermina, de Ana Moura. O disco foi coproduzido por Mafama e Pedro da Linha. O título é uma referência a uma gafe do futebolista João Pinto, do Futebol Clube do Porto.
O aviso oficial do disco chegou em fevereiro de 2023, mas o single de apresentação chegou cerca de um mês mais tarde, com o lançamento de "Estrada". No final de abril, o segundo single, "Preço Certo", antecipou a chegada do álbum. O vídeo foi gravado no cenário do programa televisivo da RTP Preço Certo, e a música inclui samples da voz do apresentador Fernando Mendes. O single alcançou a marca de música mais ouvida no Spotify em Portugal no mês de julho. Para além de "Estrada" e "Preço Certo", também foi lançado um videoclipe para a faixa "Marcha Bonita".
O álbum incorpora influências e elementos de vários estilos da música tradicional portuguesa, como o vira, o baile, a rumba portuguesa, o fado, o cante alentejano e a marcha.
Estava No Abismo Mas Dei Um Passo Em Frente foi considerado um dos 50 melhores álbuns de artistas portugueses de 2023 para a equipa da Blitz.
Em abril de 2024, o álbum foi reeditado, agora com o título Estava No Abismo Mas Dei Um Passo Em Frente 2.0 e com dois novos temas, "Abismo" e "Sem Ti", tendo um videoclipe sido lançado para este último.